# Република Алтај
Алтај, или званично Република Алтај (рус. Республика Алтай, алт. Алтай Республика), позната и као Република Горњи Алтај (рус. Республика Горный Алтай), је конститутивни субјект Руске Федерације са статусом републике на простору јужног Сибира. Површина републике је 92.600 km².
Главни град републике је град Горно Алтајск.

## Етимологија
Република носи име по титуларном народу Алтајцима који су, након Руса (око 57%), други народ по бројности у овој републици (са око 34%). Алтајци су народ туркијског порекла, са традиционалним шаманским веровањима.
Народ Алтајци насељава северни појас планинског ланца Алтај по коме и носи име. Реч ал-тај у туркијским језицима, као и монголском језику, произилази из речи Ал — „злато”, и Тај — „планина”, што би значило „Златна планина”. Слично значење има и у кинеском језику.

## Историја
Империја Ксионгну (209 п. н. е—93 н. е) је управљала територијом модерне Републике Алтај.
Јужни део Републике Алтај се налазио под Наиман Ханатом. Територијом модерне републике Алтај владале су Монголска Држава Сјанба (93—234), Роуран (330—555), Монголско царство (1206—1368), Златна хорда (1240—1502), Џунгар Ханате (1634—1758) и династија Ћинг (1757—1864).
Период Ћинга је полуаутономни период. Током администрације Ћинга, генерал Сибира Федор Иванович Соимонов покренуо је не-војну експедицију у регион Телецког језера 1760. године и почео је да гради утврђења, а касније их је уклонила династија Ћинг. Од 1820-их, рутинска гранична контрола је била мање честа, а Руси су заузели дренажни базен реке Чу.
Током Руског грађанског рата основана је Савезна Република Алтај и декларисана као први корак у обнови монголске империје Џингис Кана. Али никада није постала конкурентна сила у Руском грађанском рату, а остала је неутрална од 1917. до јануара 1920. године, када је била анексирана у Русију. Оригинално име за овај крај је Базла. 7. јануара 1948. године преименована је у Горњоалтајску аутономну област. 1991. године је реорганизована у Горњоалтајску Аутономну Совјетску Социјалистичку Републику. 1992. године преименована је у Републику Алтај.

## Географија
Република има површину од 92.600 km² и 206.168 (2010) становника. Налази се у самом центру Азије, где се спајају руска тајга, степе Казахстана и полупустиње Монголије. Шуме покривају 25% територија. Највеће реке су Катун и Бија. Постоји више од 7.000 језера са укупном површином од 700 km². Највеће језеро је Телецко језеро, које је дуго 80 km и 5 km широко. Највећа дубина тог језера је 325 m. Алтај је погодан регион за љубитеље планинарења, пењања и пливања. Богат јe планинским пределима и бројним резервоарима.
Република Алтај се налази унутар планинског система Алтај. Постоје минерални извори у планинама Алтаја. На Алтају се налази и много глечера. Што се тиче рудног богатства располаже се са златом, сребром, литијумом, гвозденом рудом. На нижим пределима клима је умерено континентална. Руси чине 57,4% становништва, Алтајци 30,6%, а Казаси 6%.
- Површина: 92.600 km2 (35.800 sq mi)
- Границе:
  - Унутрашње: Кемеровска област (север), Хакасија (Североисток), Тува (Исток), и Алтајска Покрајина (Запад/Северозапад).
  - Међународне: Монголија (Бајан-Улгиј) (југоисток), Кина (Југ), and Казахстан (Источноказахстанска област) (Југ/Југозапад)
- Највиши врх: Белуха планина (4,506 m)
- Највиша Север->Југ дистанца: 360 km
- Највиша Исток->Запад дистанца: 380 km

### Реке и језера
Више од 20.000 притока пролази кроз планинску Републику, чинећи укупно више од 60000 km пловних путева. Највеће реке у републици су Катун и Бија, обе извиру из планина и протичу на север. Спој две реке на крају формирају реку Об, једну од најдужих река у Сибиру, која тече северно до Северног леденог океана.
Извор црне реке Бија је Телецко језеро, највеће језеро у региону које се налази у изолованом подручју далеко јужно у планинама. Смарагдна река Катун има свој извор на глечеру Геблер, који се налази на највишој тачки републике, планини Белукха. Катун река, посебно, има религиозни значај за мештане Алтаје, као и за многе Русе који живе на том подручју, јер је планина Белуха позната у Алтајском фолклору као капија у мистично царство Шамбхала.
Хидрографска мрежа Републике обухвата и око 7.000 језера, укупне површине више од 700 km2 (270 sq mi). Највеће језеро је Телецко језеро, које је дужине 80 km и широко 5 km, има површину од 230,8 km2 (89,1 sq mi) и има максималну дубину од 325 m. Планинска језера Алтаја садрже огромне резерве слатководних вода врло чистог квалитета, као резултат њихове удаљености од цивилизације. Само Телецко језеро садржи више од 40 km3 (9,6 cu mi) веома чисте воде.
Потенцијално складиштење подземних вода процењује се на 22 милиона m³ дневно, а садашња употреба чини око 44.000 m³ дневно.

### Планине
Најупечатљивији географски аспект Републике Алтај је њен планински терен. Република се налази у оквиру руског дела Алтајског планинског система, који покрива велики део Републике и наставља се у суседне као што су Казахстан, Монголија и Кина. Регија периодично наставља да доживљава значајну сеизмичку активност, која се визуелно очитава кроз планинске карактеристике - високе и робусне планинске гребене, одвојене уским и дубоким речним долинама. Највиши врх Републике, планина Белуха (4.506 м), највиша је тачка у Сибиру.

### Природни ресурси
Различита водна тела су међу најважнијим природним ресурсима Републике. Минерални и топли извори су популарне дестинације за туристе и мештане, који долазе ту убог њихових терапеутских ефеката. Поред тога, глечери Алтаја садрже велику количину свеже воде. Укупна количина ледника за регистроване Алтајске глечере износи 57 km³, од чега је 52 km³ воде. Укупне залихе воде глечера премашују просечну годишњу изливеност свих река републике Алтај, што износи 43 km³ годишње. Највећи глечери су Бољшој Талдурински (35 km²), Менсу (21 km²), Софијски (17 km²) и Бољшој Машеј (16 km²).
Минерални ресурси у региону укључују злато, сребро, гвоздене руде и литијум, поред осталих мањих количина минерала. Велики град Барнаул у суседној Алтајској Покрајини основан је као прерађивачки центар за минерале из регије Алтај, иако је индустрија минералне сировине данас много мања него у прошлости.

### Клима
Република има умерену климу са релативно кратким и врућим летима (јун-август); и дуге, хладне и зиме са честим мразом (новембар-март).
Уопште, клима републике у југоисточним подручјима, као што су (Улагански и Кош-Агачски дистрикт), је тежа од климе северних подручја.
- Просечна годишња температура: +1 °C to -6.7 °C.
- Јануарски температурни опсег: -9.2 °C to -31 °C.
- Јулски температурни опсег: +11 °C to +19 °C.
- Просечне годишње падавине: 100–1000 mm.

## Становништво
| 1989.   | 2002.   | 2010.   |
| ------- | ------- | ------- |
| 191,649 | 202,947 | 206,168 |

### Витална статистика
Извор: Russian Federal State Statistics Service Архивирано на веб-сајту  (12. април 2008)
|      | Просечна популација (x 1.000) | Живорођени | Смрти | Природни прираштај | Сирова стопа наталитета (на 1.000) | Сирова стопа смртности (на 1.000) | Природни прираштај (на 1.000) | Стопа фертилитета |
| ---- | ----------------------------- | ---------- | ----- | ------------------ | ---------------------------------- | --------------------------------- | ----------------------------- | ----------------- |
| 1970 | 168                           | 3.236      | 1.486 | 1.750              | 19,3                               | 8,8                               | 10,4                          |                   |
| 1975 | 170                           | 3.805      | 1.724 | 2.081              | 22,4                               | 10,1                              | 12,2                          |                   |
| 1980 | 175                           | 3.841      | 2.082 | 1.759              | 21,9                               | 11,9                              | 10,1                          |                   |
| 1985 | 185                           | 4.256      | 2.097 | 2.159              | 23,0                               | 11,3                              | 11,7                          |                   |
| 1990 | 194                           | 3.753      | 2.126 | 1.627              | 19,3                               | 10,9                              | 8,4                           | 2,52              |
| 1991 | 196                           | 3.579      | 2.064 | 1.515              | 18,2                               | 10,5                              | 7,7                           | 2,41              |
| 1992 | 197                           | 3.263      | 2.271 | 992                | 16,6                               | 11,5                              | 5,0                           | 2,25              |
| 1993 | 197                           | 2.878      | 2.630 | 248                | 14,6                               | 13,4                              | 1,3                           | 2,00              |
| 1994 | 198                           | 2.931      | 2.875 | 56                 | 14,8                               | 14,5                              | 0,3                           | 2,03              |
| 1995 | 199                           | 2.853      | 2.637 | 216                | 14,3                               | 13,2                              | 1,1                           | 1,93              |
| 1996 | 200                           | 2.704      | 2.567 | 137                | 13,5                               | 12,8                              | 0,7                           | 1,80              |
| 1997 | 200                           | 2.686      | 2.547 | 139                | 13,4                               | 12,7                              | 0,7                           | 1,77              |
| 1998 | 201                           | 2.923      | 2.367 | 556                | 14,5                               | 11,8                              | 2,8                           | 1,89              |
| 1999 | 202                           | 2.742      | 2.536 | 206                | 13,6                               | 12,6                              | 1,0                           | 1,74              |
| 2000 | 203                           | 2.907      | 2.645 | 262                | 14,3                               | 13,0                              | 1.,3                          | 1,82              |
| 2001 | 203                           | 3.033      | 2.870 | 163                | 14,9                               | 14,1                              | 0,8                           | 1,87              |
| 2002 | 203                           | 3.252      | 3.061 | 191                | 16,0                               | 15,1                              | 0,9                           | 1,98              |
| 2003 | 203                           | 3.392      | 3.173 | 219                | 16,7                               | 15,7                              | 1,1                           | 2,04              |
| 2004 | 202                           | 3.513      | 3.015 | 498                | 17,4                               | 14,9                              | 2,5                           | 2,08              |
| 2005 | 202                           | 3.502      | 3.170 | 332                | 17,3                               | 15,7                              | 1,6                           | 2,03              |
| 2006 | 202                           | 3.395      | 2.837 | 558                | 16,8                               | 14,1                              | 2,8                           | 1,93              |
| 2007 | 202                           | 4.066      | 2.574 | 1.492              | 20,1                               | 12,7                              | 7,4                           | 2,29              |
| 2008 | 203                           | 4.442      | 2.549 | 1.893              | 21,9                               | 12,5                              | 9,3                           | 2,48              |
| 2009 | 204                           | 4.266      | 2.492 | 1.774              | 20,9                               | 12,2                              | 8,7                           | 2,48              |
| 2010 | 206                           | 4.224      | 2.508 | 1.716              | 20,6                               | 12,2                              | 8,3                           | 2,48              |
| 2011 | 207                           | 4.719      | 2.529 | 2.190              | 22,7                               | 12,2                              | 10,5                          | 2,84              |
| 2012 | 209                           | 4.693      | 2.416 | 2.277              | 22,4                               | 11,5                              | 10,9                          | 2,91              |
| 2013 | 211                           | 4.442      | 2.392 | 2.027              | 21,1                               | 11,3                              | 9,8                           | 2,82              |
| 2014 | 213                           | 4.404      | 2.365 | 2.039              | 20,7                               | 11,1                              | 9,6                           | 2,88              |
| 2015 | 214                           | 4.022      | 2.347 | 1.675              | 18,7                               | 10,9                              | 7,8                           | 2,68              |
| 2016 | 216                           | 3.911      | 2.151 | 1.760              | 18,1                               | 10,0                              | 8,1                           | 2,63(e)           |
| 2017 | 217                           | 3.443      | 2.099 | 1.344              | 15,8                               | 9,6                               | 6,2                           |                   |

<! - *  'Просечан животни век' : нема података ->

### Етничке групе
Према попису из 2010. године, етнички Руси чине 56,6% републичке популације, док аутохтони Алтајци чине 34,5%. Друге групе укључују Казахе (6,2%) и Немце (700 или 0,3%), заједно са мањим групама, од којих свака има мање од 0,5% укупног становништва.
| Етничка група | Попис 1926 | Попис 1926 | Попис 1939 | Попис 1939 | Попис 1959 | Попис 1959 | Попис 1970 | Попис 1970 | Попис 1979 | Попис 1979 | Попис 1989 | Попис 1989 | Попис 2002 | Попис 2002 | Попис 20104 | Попис 20104 |
| Етничка група | Број       | %          | Број       | %          | Број       | %          | Број       | %          | Број       | %          | Број       | %          | Број       | %          | Број        | %           |
| ------------- | ---------- | ---------- | ---------- | ---------- | ---------- | ---------- | ---------- | ---------- | ---------- | ---------- | ---------- | ---------- | ---------- | ---------- | ----------- | ----------- |
| Алтајци       | 42.2131    | 42,4%      | 39.285     | 24,2%      | 38.019     | 24,2%      | 46.750     | 27,8%      | 50.203     | 29,2%      | 59.130     | 31,0%      | 68.0272    | 33,6%      | 69.9633     | 34,5%       |
| Руси          | 51.813     | 52,0%      | 114.209    | 70,4%      | 109.661    | 69,8%      | 110.442    | 65,6%      | 108.795    | 63,2%      | 115.188    | 60,4%      | 116.510    | 57,5%      | 114.802     | 56,6%       |
| Казаси        | 2.326      | 2,3%       | 4.280      | 2,6%       | 4.745      | 3,0%       | 7.170      | 4,3%       | 8.677      | 5,0%       | 10.692     | 5,6%       | 12.108     | 6,0%       | 12.524      | 6,2%        |
| Други         | 3.309      | 3,3%       | 4.405      | 2,7%       | 4.736      | 3,0%       | 3.899      | 2,3%       | 4.365      | 2,5%       | 5.821      | 3,1%       | 5.914      | 2,9%       | 5.447       | 2,7%        |

1. укључујући 3.414 Теленгите, 1.384 Кумандинце и 344 Телеуте
2. укључујући 2,368 Теленгите, 1,533 Тубаларе, 931 Кумандинце, 830 Челканце, 141 Шорце и 32 Телеуте
3. укључујући 3,648 Теленгите, 1,891 Тубаларе, 1,062 Кумандинце, 1,113 Челканце и 87 Шорце
4. Од административних база података регистровано је 3.432 људи који нису пријавили своју етничку припадност. Процењује се да је проценат етничких група у овој групи исти као и код пријављене групе.[8]

## Политика
Премијер владе у Републици Алтај је премијер Републике, изабран на четворогодишњи мандат. Од 2006. године, премијер републике је Александар Васиљевич Бердников, који је дошао на место после Михаила Лапшина. Врховно законодавно тело републике је Државна скупштина - Ел Курултај, са 41 послаником који се бирају сваке четири године. Игор Јаимов је актуелни председник Државне скупштине - Ел Курултај од јануара 2002. године.
Устав Републике је усвојен 7. јуна 1997.

## Економија
Република Алтај је високо пољопривредна регија. Међутим, има и индустрије које укључују и пољопривреду, металургију, хемијску индустрију, рударство злата, обућу, млечне производе и дрвну индустрију. Туризам је такође почео да обележава економију, а почео је да се појављује велики број нових хотела и одмаралишта које се баве "Новим Русима".

### Транспорт
Република Алтај је једна од ретких субјеката Руске Федерације без железничког приступа. Главни асфалтирани пут је Чујски тракт, који обухвата републику из главног Горно-Алтајска на северу до границе Монголије на југу. Главни асфалтирани пут републике се креће кроз Алтајске планине. Таксији и аутобуси превозе људе између насеља. У насељима људи углавном ходају или возе коње.
Хеликоптери се користе за хитни транспорт, снабдевање удаљених владиних заступника и богатих туриста. Капацитет писте на аеродрому Горно-Алтајск у близини главног града републике је удвостручен 2012. године. У јуну те године, С7 Аирлинес је започео директне летове из Москве. Пре тога, људи су летели кроз Барнаул у Алтајску Покрајину или Новосибирск.

### Туризам
Са распадом Совјетског Савеза, туристичка индустрија републике Алтај се значајно проширила. Иако су богати Руси из суседних руских региона најчешћа врста туриста на Алтају, страни интерес је такође порастао у тој области, поготово због духовног значаја подручја вереницима Њу ејџа и другим.
Популарне туристичке дестинације су сконцентрисане на северу, где су путеви приступачнији. Они су скоро потпуно лоцирани дуж Чујски ауто-пута, који је главни пут са севера у планине (иако је тренутно широк само две траке). Север је такође знатно топлији од повишених јужних подручја, који су често хладни чак и током лета.
Нека од најпознатијих туристичких места у реци Алтај укључују језеро Аија (популарно место за купање) и сликовити регион Чемал. Авантуристички путници посечују удаљеније Телецко језеро или планину Белуха на југу.

## Образовање
Постоји један универзитет (Горно-Алтајски државни универзитет), дванаест колеџа, и 205. средњих школа у републици.

## Религија
| Религија у Републици Алтај од 2012. године‍ | Религија у Републици Алтај од 2012. године‍ | Религија у Републици Алтај од 2012. године‍ | Религија у Републици Алтај од 2012. године‍ | Религија у Републици Алтај од 2012. године‍ |
| ------------------------------------------ | ------------------------------------------ | ------------------------------------------ | ------------------------------------------ | ------------------------------------------ |
|                                            |                                            |                                            |                                            |                                            |
| Руски православци                          | Руски православци                          |                                            | 0                                          | 27,6%                                      |
| Староверци                                 | Староверци                                 |                                            | 0                                          | 1,2%                                       |
| Протестанти                                | Протестанти                                |                                            | 0                                          | 1%                                         |
| Други хришћани                             | Други хришћани                             |                                            | 0                                          | 3%                                         |
| Муслимани                                  | Муслимани                                  |                                            | 0                                          | 6,2%                                       |
| Хиндуси                                    | Хиндуси                                    |                                            | 0                                          | 1,6%                                       |
| Родноверци и друге изворне вере            | Родноверци и друге изворне вере            |                                            | 0                                          | 13%                                        |
| Духовни али не религиозни                  | Духовни али не религиозни                  |                                            | 0                                          | 24,6%                                      |
| Атеисти и ирелигиозни                      | Атеисти и ирелигиозни                      |                                            | 0                                          | 14,4%                                      |
| Други и недефинисани                       | Други и недефинисани                       |                                            | 0                                          | 7,4%                                       |

Различите религије су присутне у Алтају. Према истраживању за 2012. годину, 27,6% становништва су верници Руске православне цркве. Друге најпопуларније религије су етничке и природне религије, наиме Родноверје, Тенгризам (изворна вера Централне Азије) и буркханизам, који чине укупно 13% становништва; 6% становништва верује у ислам, 2% Хиндуизам, 1% су Староверци и 1% Протестанти; 25% становништва је „духовно, али не религиозно”, 14% су Атеисти, а 7,4% следи друге религије или није одговорило на питање.
Традиционална религија староседелаца Алтајаца је тенгризам шаманизам, оживљен модерним тенгристичким покретима и буркханизмом. Етнички Руси првенствено верују у руско православно хришћанство и Родноверје (словенску изворну веру), али и у хиндуизам, док су Казаси традиционално муслимани. Тибетански будизам је такође недавно почео да напредује у суседној Монголији и Туви.
Од 1904. до 30-тих година прошлог века, нови религиозни покрет назван Буркханизам (или „бела вера”) популаризован је међу староседелачким Алтајцима. Религија је настала у Алтају и истакла „бели” аспект шаманистичке праксе. Буркханизам остаје важна компонента националне свести у Алтају и тренутно се оживљава у неколико облика заједно са аутохтоном алтајском културом уопште.
Руски пагански и хиндуистички следбеници често иду на ходочашће до планине Белуха, за коју се сматра да је место Шамбхале и од стране Пагана и мештана. Често се могу пронаћи манифестације шаманистичке духовности у региону; На пример, на појединим местима дуж реке Катун, познато је да локални верници шаманисти везују беле траке на оближње стабљике дрвећа и остављају кованице или храну духовима. Иако је шаманизам много мање практикован данас, он је поново постао популаран као резултат нове верске слободе након распада Совјетског Савеза.

## Култура
Аутохтона алтајска култура одржава земљу Алтаја тако да буде света. Алтајска усмена историја преноси се путем певача. Алтајска култура била је потиснута у време совјетског времена и од тада се опоравља. Кланови свих десет региона окупљају се у селу Јело на годишњој културној прослави.
Постоји и велика популација „Староверника” који су побегли на Алтај када су се одвојили од Руске православне цркве пре 300 година. Потом су се настанили заједно са људима из Алтаја, а сада су интегрисани у алтајску културу.
Светска баштина УНЕСЦО-а „Златне планине” штити планину Укок, на којој се налази много сталних камена и кургана. Иако археолози сматрају да кургани представљају гробнице, домороци верују да су високо рафинисани магнетни инструменти за усмеравање тока космичке енергије у Земљу. Дакле, постоји велика локална огорченост око ископавања и уклањања изванредне мумије од 2.500 година која је очувана у пермафросту.
У Горно-Алтајску се налази Народни музеј Републике Алтај, у којој се налази мумија "Алтај принцеза", Национална библиотека Републике Алтак, Народно позориште Републике Алтај и Општински дом културе.
Редовно се одржава државни празник Масленица, Новруз, Чага-Бајрам, који је у фебруару 2013. године добио званични статус републичке прославе.
Године 2013, република Алтај је учествовала је на Тусквисион - турском музичком турниру. Републику Алтај је представљала песма "Алтајим Менин" коју је изводио Артур Марлујоков. Република Алтај је освојила пето место на такмичењу.

## Спорт
Бенди је спорт који се игра у Републици Алтај.